# Armengol VI de Urgel

Los territorios de Armengol VI de Urgel a la muerte de Ramón Berenguer III en el año 1131, en color marrón.

Ermengol VI de Urgel, conocido como el de Castilla (Valladolid, 1096-Castilla, 20 de junio de 1154), conde de Urgel a partir de 1102 cuando falleció su padre, hasta su muerte en 1154, fue hijo del conde Ermengol V y de María Pérez, hija del conde Pedro Ansúrez quien se encargó de la tutela de su nieto durante su minoría de edad al quedarse huérfano en 1102.

## Esbozo biográfico

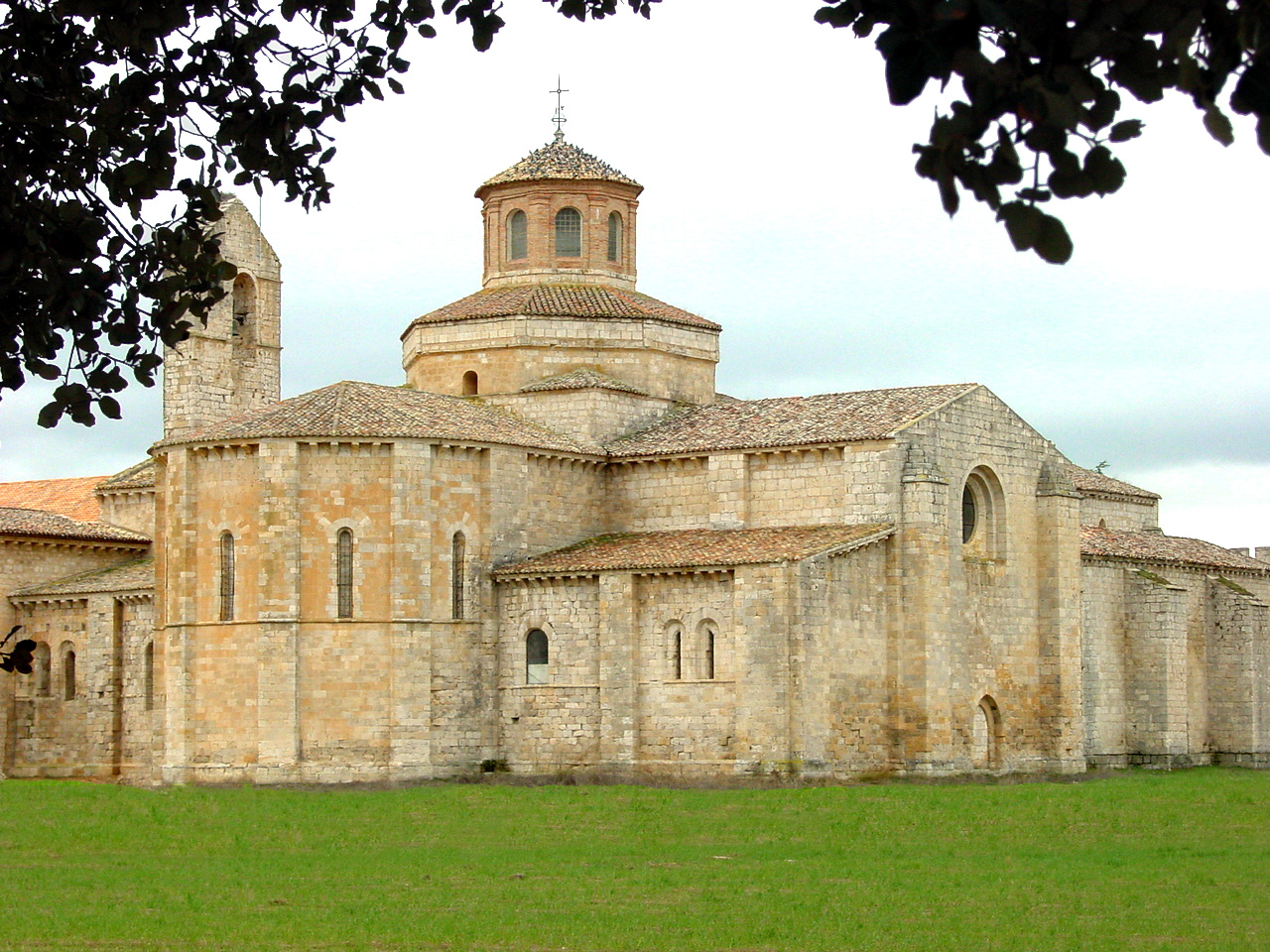
Monasterio de Santa María de Valbuena donde fue enterrado el conde Armengol VI

Colaboró con Alfonso I de Aragón en la conquista de Zaragoza en 1118. Fue mayordomo mayor del rey Alfonso VII de León, el Emperador.
Su buena relación con el condado de Barcelona llevó a Armengol a participar en el viaje de Ramón Berenguer IV hasta Provenza en 1144. Asimismo, colaboró con el conde de Barcelona en la conquista y repoblamiento de la ciudad de Lérida en 1144.
Participó en 1147 en las huestes del rey Alfonso VII en la toma de Almería. y así es recordado en el Poema de Almería:
...No quiero que se me olvide el ilustre conde Armengol. Este brilla como una estrella entre las tropas hermanas, es amado por los musulmanes y por los cristianos. / Si me es posible hablar, él puede ser equiparado a todos, exceptuados los reyes.  Este conde, tras tomar las armas como de costumbre, contando con el poder divino, vino con gran acompañamiento a la batalla, en la que mató a muchos con su espada...
Fue benefactor de varias instituciones religiosas, incluyendo la Catedral de Solsona, así como el Monasterio de Santa María de Retuerta en la provincia de Valladolid, fundado por su suegro, al que cedió terrenos para su fundación.
En su testamento otorgado el 24 de marzo de 1144, el conde Armengol nombró a su esposa Elvira y a su suegro, el conde Rodrigo González de Lara, sus albaceas. Aunque pidió ser enterrado en la iglesia de Solsona, cuando falleció en el Reino de León el 20 de junio de 1154, fue sepultado en el Monasterio de Santa María de Valbuena que fundó su hermana Estefanía de Armengol, viuda de Fernando García de Hita, su primer marido, así como del conde Rodrigo González de Lara.

## Matrimonios y descendencia
Contrajo matrimonio antes de agosto de 1126 con Arsenda de Cabrera, hija de Guerau II de Cabrera, el primer vizconde de Áger, y hermana, por tanto, de Ponce Giraldo de Cabrera. Ermengol y Arsenda se divorciaron y ella volvió a contraer matrimonio con Galcerán de Sales, hijo de Arnaldo Iohannis, de quien tuvo un hijo llamado igual que su padre que murió junto con su medio hermano, el conde Armengol VII de Urgel. Armengol VI y Arsenda fueron padres de:
- Armengol, conde de Urgel.[10]

Hacia el 1135 casó en segundas nupcias con Elvira Rodríguez de Lara, hija del conde Rodrigo González de Lara y de la infanta Sancha Alfónsez, y nieta materna de Alfonso VI de León y de Isabel, posiblemente la princesa Zaida. De esta unión nacieron: 
- María de Urgel, más conocida por el nombre de María de Almenara, señora de Miranda de Ebro, Almenara y Palazuelos de la Sierra, esposa de Lope López de Vizcaya, hijo natural del conde Lope Díaz I de Haro, señor de Vizcaya. Tuvieron un hijo llamado Ermengaudo sine terra,[12][e] nacido antes de 1172 y fallecido después de 1213[14] con descendencia. María recibió sepultura en el Monasterio de Santa María la Real de Las Huelgas en Burgos.[15]
- Isabel de Urgel. En 1152, sus padres Armengol y Elvira realizan pactos matrimoniales para casar a esta hija con Ramón Folc III de Cardona, vizconde de Cardona (m. 1175).[16] De este matrimonio nacería Guillem I de Cardona. En su testamento datado el 18 de julio de 1177, el conde Armengol VII nombra a Guillermo de Cardona como su sobrino. También menciona al sobrino hijo de María de Almenara, su media hermana, ambos como herederos en caso de que su propio hijo no tuviese descendencia legítima.[17]
- Rodrigo, que figura en una venta en 1190 de una heredad en el alfoz de Muza heredada de sus progenitores.[18]

| Predecesor: Armengol V | Conde de Urgel 1102-1154 | Sucesor: Armengol VII |